# Liang Congjie
Liang Congjie (1932 — 29 de outubro de 2010) foi um historiador, editor e ativista chinês.
Ao fundar a ONG Friends of Nature (em português - Amigos da Natureza), primeira organização ambiental da China, passou a ser o principal ativista ecológico deste país.
Filho de Liang Qichao (famoso reformador), que no início do século passado tentou reformar a dinastia Qing, Liang trabalhou como historiador no Instituto de Relações Internacionais de Pequim e depois como editor de uma enciclopédia chinesa com 74 volumes.
Em 1994 fundou a Friends of Nature.
Foi convidado, pelo vice-prefeito de Pequim, para ajudar na organização da Olimpíada de 2008, porém não aceitei, pois em 2001 fez críticas ao comite local por ter pintado áreas da cidade de verde para disfarçar a falta de plantas, quando o Comitê Olímpico Internacional inspecionou as futuras instalações.
Em 2000 ganhou o Prêmio Ramón Magsaysay (o chamado "Nobel asiático", outorgado pela fundação filipina homônima).
Faleceu na sexta-feira, dia 29 de outubro de 2010, aos 78 anos de idade, em decorrência de uma infecção pulmonar.